# كربونات السترونتيوم
 كربونات السترونتيوم  مركب كيميائي له الصيغة SrCO3، ويكون على شكل بلورات بيضاء إلى رمادية.

## الخواص
- إن انحلالية كربونات السترونتيوم ضعيفة جداً في الماء، حيث ينحل منه 10 مغ فقط في ليتر واحد من الماء عند الدرجة 18°س. عند إشباع الماء بغاز ثنائي أكسيد الكربون فإن الانحلالية تزداد، وذلك لتشكل بيكربونات السترونتيوم ذات الانحلالية الأكبر نسبياً:

SrCO3 + H2O + CO2 → Sr(HCO3)2
كما أنه منحل في الأحماض المعدنية المختلفة، حيث يشكل الأملاح الموافقة وينطلق غاز ثنائي أكسيد الكربون، فهو يتفاعل مثلاً مع حمض النتريك ليشكل نترات السترونتيوم :
SrCO3 + HNO3 → SrNO3 + H2O + CO2

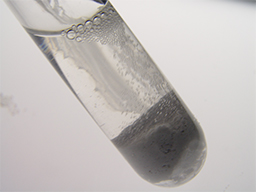
يتفاعل حمض النتريك مع كربونات السترونتيوم ليشكل نترات السترونتيوم.

- يؤدي تسخين المركب إلى درجات حرارة فوق 1200 °س يتفكك كربونات السترونتيوم إلى أكسيد السترونتيوم وينطلق غاز ثنائي أكسيد الكربون.

## الوفرة الطبيعية والتحضير
يوجد كربونات السترونتيوم طبيعياً في معدن السترونشيانيت Strontianite.
يحضر كربونات السترونتيوم من تفاعل كبريتات السترونتيوم مع كربونات الصوديوم حسب المعادلة:
SrSO4 + Na2CO3 → SrCO3 + Na2SO4

## الاستخدامات
- تستخدم أملاح السترونتيوم على العموم في مجال الألعاب النارية، حيث أنها تعطي لون أحمر ساطع للهب، ويفضل مركب كربونات السترونتيوم على غيرها من بين أملاح السترونتيوم الأخرى المستخدمة لنفس الغرض وذلك لكونه رخيص الثمن ولعدم استرطابه.
- يستخدم في صناعة السيراميك كمكون للطبقة الخارجية اللامعة.
- يدخل في تركيب المغناطيسات الدائمة المصنوعة من فيريت السترونتيوم.